# 올림픽 중화민국 선수단
중화민국(ROC)은 1932년 하계 올림픽에 중국(China)이라는 이름으로 처음 올림픽에 참가했다. 1949년에 국공 내전의 여파로 인하여 대만으로 밀려난 중화민국은 대만 출신 선수들만을 대표하여 대회에 출전했다.
중화민국은 1971년에 중화인민공화국이 유엔에서 중국을 대표하는 유일한 합법 정부 대표임을 규정한 유엔 총회 결의 제2758호가 채택됨에 따라 제명되었으나, 1972년 동계 올림픽, 1972년 하계 올림픽, 1976년 동계 올림픽에는 중화민국이라는 공식 명칭과 국기, 국가를 사용하여 출전하도록 허가되었다. 1976년 하계 올림픽에서는 캐나다 정부의 요구대로 중화민국 국명 사용을 거부하고 대만이라는 명칭을 사용하도록 요구했으나, 중화민국은 이를 거부하고 대회 참가를 포기했다. 1979년 나고야 결의안에서 고의적으로 모호한 이름인 중화 타이베이로 중화민국의 참여가 허락되었다. 중화민국은 이를 받아들이지 않고 1980년 하계 올림픽도 보이콧했으나, 1984년 동계 올림픽 이후 중화 타이베이라는 이름으로 참여하고 있다.
중화민국은 1924년 하계 올림픽 개막식에도 참여했으나, 테니스 경기에 참여한 선수 4명이 모두 대회를 기권하여 경기는 실격 처리되었다.

## 참가 타임라인
| 올림픽    | 선수단         | 선수단               | 선수단               | 선수단        | 선수단              |
| 올림픽    | 중국 본토      | 중국 본토            | 중국 본토            | 대만          | 대만                |
| --------- | -------------- | -------------------- | -------------------- | ------------- | ------------------- |
| 1924      |                |                      | (Chine)              | 일본으로 참가 | 일본으로 참가       |
| 1932–1936 |                | 중국                 | (CHN)                | 일본으로 참가 | 일본으로 참가       |
| 1948      |                |                      | (CHN)                |               |                     |
| 1952      |                | 중화인민공화국 (PRC) | 중화인민공화국 (PRC) |               |                     |
| 1956      |                |                      |                      |               | 중화민국 (CHN)      |
| 1960      | 포르모사 (RCF) |                      |                      |               |                     |
| 1964–1968 | 대만 (TWN)     |                      |                      |               |                     |
| 1972–1976 | 중화민국 (ROC) |                      |                      |               |                     |
| 1980      |                |                      |                      |               |                     |
| 1984 이후 |                | 중국 (CHN)           | 중국 (CHN)           |               | 중화 타이베이 (TPE) |

## 메달 집계
| 대회                | 선수                            | 금                              | 은                              | 동                              | 합계                            | 순위                            |                                 |
| 1896년 아테네       | 참가하지 않음                   | 참가하지 않음                   | 참가하지 않음                   | 참가하지 않음                   | 참가하지 않음                   | 참가하지 않음                   |                                 |
| 1900년 파리         | 참가하지 않음                   | 참가하지 않음                   | 참가하지 않음                   | 참가하지 않음                   | 참가하지 않음                   | 참가하지 않음                   |                                 |
| 1904년 세인트루이스 | 참가하지 않음                   | 참가하지 않음                   | 참가하지 않음                   | 참가하지 않음                   | 참가하지 않음                   | 참가하지 않음                   |                                 |
| 1908년 런던         | 참가하지 않음                   | 참가하지 않음                   | 참가하지 않음                   | 참가하지 않음                   | 참가하지 않음                   | 참가하지 않음                   |                                 |
| 1912년 스톡홀름     | 참가하지 않음                   | 참가하지 않음                   | 참가하지 않음                   | 참가하지 않음                   | 참가하지 않음                   | 참가하지 않음                   |                                 |
| 1920년 안트베르펜   | 참가하지 않음                   | 참가하지 않음                   | 참가하지 않음                   | 참가하지 않음                   | 참가하지 않음                   | 참가하지 않음                   |                                 |
| 1924년 파리         | 4                               | 0                               | 0                               | 0                               | 0                               | –                               |                                 |
| 1928년 암스테르담   | 참가하지 않음                   | 참가하지 않음                   | 참가하지 않음                   | 참가하지 않음                   | 참가하지 않음                   | 참가하지 않음                   |                                 |
| 1932년 로스앤젤레스 | 1                               | 0                               | 0                               | 0                               | 0                               | –                               |                                 |
| 1936년 베를린       | 54                              | 0                               | 0                               | 0                               | 0                               | –                               |                                 |
| 1948년 런던         | 31                              | 0                               | 0                               | 0                               | 0                               | –                               |                                 |
| 1952년 헬싱키       | 참가하지 않음                   | 참가하지 않음                   | 참가하지 않음                   | 참가하지 않음                   | 참가하지 않음                   | 참가하지 않음                   | 참가하지 않음                   |
| 1956년 멜버른       | 13                              | 0                               | 0                               | 0                               | 0                               | –                               |                                 |
| 1960년 로마         | 27                              | 0                               | 1                               | 0                               | 1                               | 32                              |                                 |
| 1964년 도쿄         | 40                              | 0                               | 0                               | 0                               | 0                               | –                               |                                 |
| 1968년 멕시코시티   | 43                              | 0                               | 0                               | 1                               | 1                               | 42                              |                                 |
| 1972년 뮌헨         | 21                              | 0                               | 0                               | 0                               | 0                               | –                               |                                 |
| 1976년 몬트리올     | 참가하지 않음                   | 참가하지 않음                   | 참가하지 않음                   | 참가하지 않음                   | 참가하지 않음                   | 참가하지 않음                   | 참가하지 않음                   |
| 1980년 모스크바     | 참가하지 않음                   | 참가하지 않음                   | 참가하지 않음                   | 참가하지 않음                   | 참가하지 않음                   | 참가하지 않음                   | 참가하지 않음                   |
| 1984년 로스앤젤레스 | 이후 중화 타이베이 (TPE)로 참가 | 이후 중화 타이베이 (TPE)로 참가 | 이후 중화 타이베이 (TPE)로 참가 | 이후 중화 타이베이 (TPE)로 참가 | 이후 중화 타이베이 (TPE)로 참가 | 이후 중화 타이베이 (TPE)로 참가 | 이후 중화 타이베이 (TPE)로 참가 |
| 합계(1948년 이전)   | 합계(1948년 이전)               | 0                               | 0                               | 0                               | 0                               | -                               |                                 |
| 합계(1972년 이전)   | 합계(1972년 이전)               | 0                               | 1                               | 1                               | 2                               | 125                             |                                 |

| 대회                        | 선수                            | 금                              | 은                              | 동                              | 합계                            | 순위                            |                                 |
| 1924년 샤모니               | 참가하지 않음                   | 참가하지 않음                   | 참가하지 않음                   | 참가하지 않음                   | 참가하지 않음                   | 참가하지 않음                   |                                 |
| 1928년 장크트모리츠         | 참가하지 않음                   | 참가하지 않음                   | 참가하지 않음                   | 참가하지 않음                   | 참가하지 않음                   | 참가하지 않음                   |                                 |
| 1932년 레이크플래시드       | 참가하지 않음                   | 참가하지 않음                   | 참가하지 않음                   | 참가하지 않음                   | 참가하지 않음                   | 참가하지 않음                   |                                 |
| 1936년 가르미슈파르텐키르헨 | 참가하지 않음                   | 참가하지 않음                   | 참가하지 않음                   | 참가하지 않음                   | 참가하지 않음                   | 참가하지 않음                   |                                 |
| 1948년 장크트모리츠         | 참가하지 않음                   | 참가하지 않음                   | 참가하지 않음                   | 참가하지 않음                   | 참가하지 않음                   | 참가하지 않음                   |                                 |
| 1952년 오슬로               | 참가하지 않음                   | 참가하지 않음                   | 참가하지 않음                   | 참가하지 않음                   | 참가하지 않음                   | 참가하지 않음                   |                                 |
| 1956년 코르티나담페초       | 참가하지 않음                   | 참가하지 않음                   | 참가하지 않음                   | 참가하지 않음                   | 참가하지 않음                   | 참가하지 않음                   |                                 |
| 1960년 스쿼밸리             | 참가하지 않음                   | 참가하지 않음                   | 참가하지 않음                   | 참가하지 않음                   | 참가하지 않음                   | 참가하지 않음                   |                                 |
| 1964년 인스부르크           | 참가하지 않음                   | 참가하지 않음                   | 참가하지 않음                   | 참가하지 않음                   | 참가하지 않음                   | 참가하지 않음                   |                                 |
| 1968년 그르노블             | 참가하지 않음                   | 참가하지 않음                   | 참가하지 않음                   | 참가하지 않음                   | 참가하지 않음                   | 참가하지 않음                   |                                 |
| 1972년 삿포로               | 5                               | 0                               | 0                               | 0                               | 0                               | –                               |                                 |
| 1976년 인스부르크           | 6                               | 0                               | 0                               | 0                               | 0                               | –                               |                                 |
| 1980년 레이크플래시드       | 참가하지 않음                   | 참가하지 않음                   | 참가하지 않음                   | 참가하지 않음                   | 참가하지 않음                   | 참가하지 않음                   | 참가하지 않음                   |
| 1984년 사라예보             | 이후 중화 타이베이 (TPE)로 참가 | 이후 중화 타이베이 (TPE)로 참가 | 이후 중화 타이베이 (TPE)로 참가 | 이후 중화 타이베이 (TPE)로 참가 | 이후 중화 타이베이 (TPE)로 참가 | 이후 중화 타이베이 (TPE)로 참가 | 이후 중화 타이베이 (TPE)로 참가 |
| 합계                        | 합계                            | 0                               | 0                               | 0                               | 0                               | –                               |                                 |

## 같이 보기
- 올림픽 중화 타이베이 선수단